# Chaitén (vulkaan)
De Chaitén is een vulkanische caldera met een diameter van 3,5 kilometer in de provincie Palena in het zuiden van Chili, aan de Golf van Corcovado, met een maximale hoogte van ongeveer 1.122 meter (aan de zuidelijke rand). De vulkaan ligt ongeveer 10 kilometer ten noordoosten van de stad Chaitén.

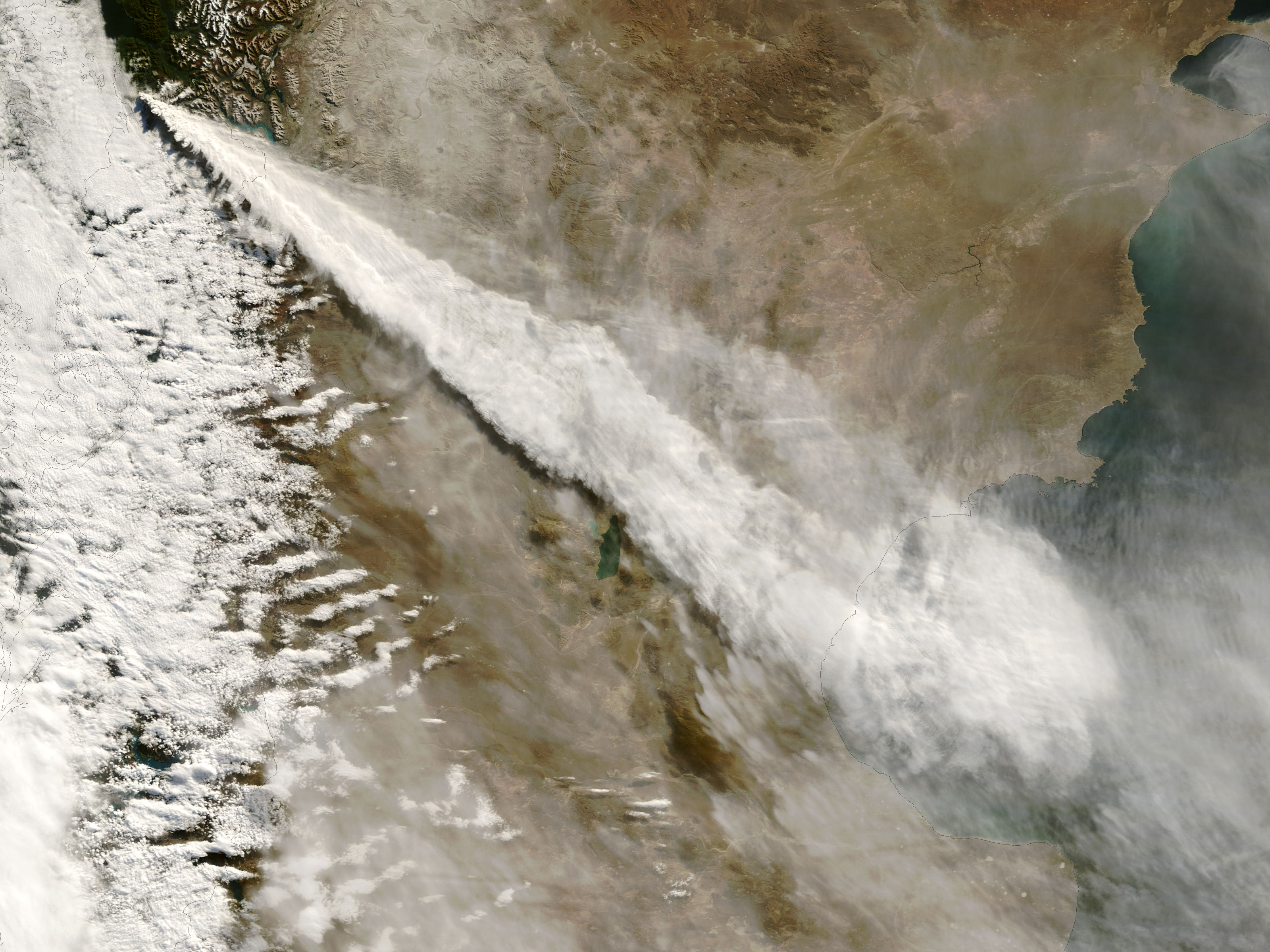
De aswolk van de uitbarsting in mei 2008

De caldera ontstond in het Laat-Pleistoceen en bevat een ryolitische lavakoepel van 962 meter uit het Holoceen. Keien van deze koepel zijn aangetroffen in het rivierbed van de Blanco en bevatten obsidiaan, dat reeds in de prehistorie werd gebruikt voor het maken van gebruiksvoorwerpen. De voorwerpen zijn tot op 400 kilometer ten noorden en zuiden van de vulkaan aangetroffen. Aan de zuidwestzijde wordt de caldera doorbroken door een rivier die naar de Baai van Chaitén stroomt. In het noordelijk en westelijk deel van de caldera bevinden zich twee kleine meren.
De vulkaan is in elk geval tweemaal uitgebarsten: in 7420 v.Chr. (± 75 jaar, volgens radiologisch onderzoek) en op 2 mei 2008.
De uitbarsting van 2008 zorgde voor een grote wolk van as en zwavelstoom, die opsteeg tot 10,7 tot 16,8 kilometer hoog en werd weggeblazen over honderden kilometers over grote delen van Patagonië, tot in Argentinië en leidde daar tot de sluiting van scholen, vliegvelden en wegen. Diverse dorpen in de buurt, waaronder een groot aantal uit de gemeente Chaitén, moesten worden geëvacueerd. Voor zover bekend is een oudere vrouw om het leven gekomen bij de uitbarsting.